# 하유정 (충청북도의원)
하유정(河裕晶, 1965년 3월 15일 ~ )은 대한민국의 제11대 충청북도의원, 제6·7대 충청북도 보은군의원이다.

## 학력
- 동광국민학교 졸업
- 보은여자중학교 졸업
- 보은여자고등학교 졸업
- 청주대학교 수석 졸업

### 비학위 수료
- 청주대학교 대학원 음악학과 석사 졸업
- 이탈리아 파가니니 국립음악원 음악과 5년 졸업

## 경력
- 유럽 주요도시 연주활동·수백여회 연주
- KBS·MBC 등 방솔출연·연주
- 보은 개나리합창단 지휘
- 민주평화통일자문회의 보은군 협의회 간사
- 청주대학교 출강
- 청주교육대학교 출강
- 충주대학교 출강
- 충북대학교 출강
- 보은군 군민장학회 이사
- 충북 도립예술단 운영위원
- 청주예술오페라단 예술감독 및 부단장
- 자유선진당 충북도당 여성위원장
- 이용희 국회의원 여성정책 보좌관
- 더불어민주당 충청북도 보은군·옥천군·영동군·괴산군 여성위원장
- 2010.07 ~ 2014.06 제6대 충청북도 보은군의회 의원
- 2012.07 ~ 2014.06 제6대 충청북도 보은군의회 후반기 행정운영위원회 위원장
- 2014.07 ~ 2018.05 제7대 충청북도 보은군의회 의원
- 2014.07 ~ 2016.07 제7대 충청북도 보은군의회 전반기 행정운영위원회 위원
- 2014.07 ~ 2016.07 제7대 충청북도 보은군의회 전반기 예산결산특별위원회 위원
- 2016.07 ~ 2018.05 제7대 충청북도 보은군의회 후반기 조례심사특별위원회 위원
- 2016.07 ~ 2018.05 제7대 충청북도 보은군의회 후반기 예산결산특별위원회 간사
- 2018.07 ~ 2019.11 제11대 충청북도의회 의원
- 2018.07 ~ 2019.11 제11대 충청북도의회 전반기 산업경제위원회 위원
- 2018.07 ~ 2019.11 제11대 충청북도의회 전반기 의회운영위원회 위원
- 2018.07 ~ 2019.11 제11대 충청북도의회 전반기 예산결산특별위원회 위원
- 2018.07 ~ 2019.11 제11대 충청북도의회 충북선철도고속화사업지원 위원
- 2018.07 ~ 2019.11 제11대 충청북도의회 KTX오송역활성화를위한특별위원회 위원

## 공직선거법 위반
더불어민주당 하유정 의원은 사전선거운동 혐의로 선거법 위반 기소되어 1심에서 벌금 100만원이 선고되었다. 2019년 8월 22일 대전고등법원에서 치러진 항소심에서도 항소기각 판결이 선고되었다. 2019년 11월 28일 상고기각 판결로 당선무효가 확정됐다.

## 역대 선거 결과
|  | 48.86% |

|  | 55.88% |

|  | 26.86% |

|  | 50.38% |